# Eupithecia hoenei
Eupithecia hoenei là một loài bướm đêm trong họ Geometridae.